# Miguel Díaz Arévalo
Miguel Ángel Díaz Arévalo (Chalatenango; 27 de enero de 1957) es un exfutbolista salvadoreño. Fue entrenador de la UES del 2005 al 2010, y los llevó de la Tercera a la Primera División de El Salvador.

## Trayectoria
Apodado "La Ardilla", inició su carrera en el Chalatenango, con quien logró el ascenso a la Primera División de El Salvador.
Cuando descendió a finales de 1989 se fue al Luis Ángel Firpo donde jugó junto a Raúl Díaz Arce y ganó tres títulos de Primera División. Se retiró en Cojutepeque.

## Selección nacional
Jugó en la selección salvadoreña de 1978 a 1989. En 1981, participó en la exitosa clasificación para la Copa del Mundo de 1982.
Estuvo en la convocatoria del Mundial de 1982. Durante la Copa del Mundo celebrada en España, disputó dos partidos, contra Bélgica y Argentina.

### Participaciones en Copas del Mundo
| Mundial                        | Sede   | Resultado    |
| ------------------------------ | ------ | ------------ |
| Copa Mundial de Fútbol de 1982 | España | Primera fase |

## Clubes
| Club             | País        | Año       |
| ---------------- | ----------- | --------- |
| Chalatenango     | El Salvador | 1976-1989 |
| Luis Ángel Firpo | El Salvador | 1989-1993 |
| Cojutepeque      | El Salvador | 1993-1995 |

## Palmarés

### Títulos nacionales
| Título           | Equipo           | País        | Año     |
| ---------------- | ---------------- | ----------- | ------- |
| Segunda División | Chalatenango     | El Salvador | 1979    |
| Primera División | Luis Ángel Firpo | El Salvador | 1990-91 |
| Primera División | Luis Ángel Firpo | El Salvador | 1991-92 |
| Primera División | Luis Ángel Firpo | El Salvador | 1992-93 |